# Сарка (селище)
Сарка (рос. Сарка) — селище у Тихвінському районі Ленінградської області Російської Федерації.
Населення становить 407 осіб. Належить до муніципального утворення Тихвінське міське поселення.

## Історія
Населений пункт розташований на історичній Новгородській землі, знищеній Московським царством у 15 столітті.
Згідно із законом від 1 вересня 2004 року № 52-оз належить до муніципального утворення Тихвінське міське поселення.

## Населення
| 1940 | 1958 | 1997 | 2002 | 2007 | 2010 | 2012 |
| ---- | ---- | ---- | ---- | ---- | ---- | ---- |
| 56   | ↗196 | ↗417 | ↘340 | ↗374 | ↘303 | ↗407 |